# Чакри

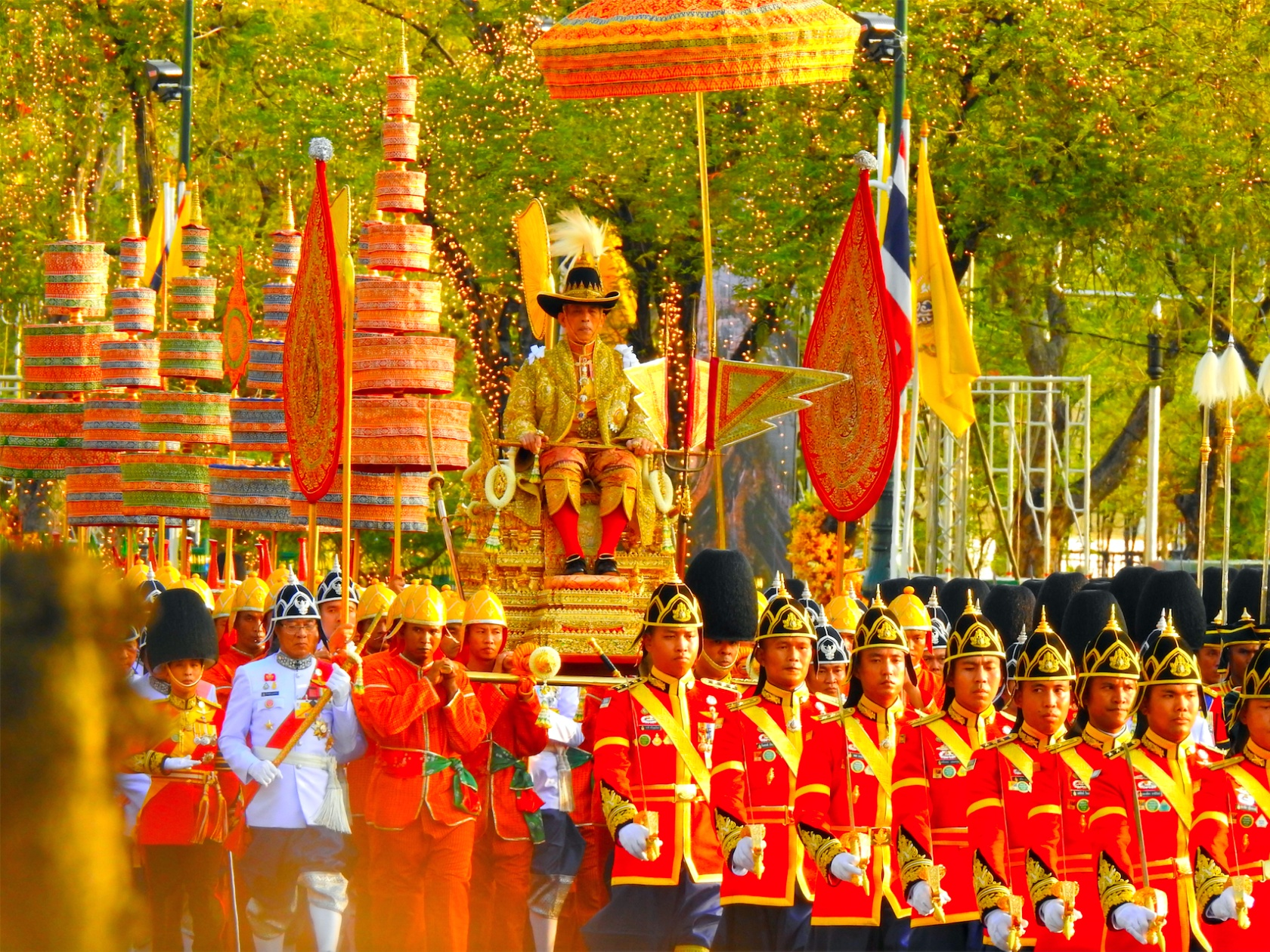
Коронация Рамы X (2019)

Ча́кри (тайск. ราชวงศ์จักรี) — правящая королевская династия в Таиланде, находящаяся у власти с 1782 года.
6 апреля в Таиланде ежегодно отмечается день основания династии, называемый Днём Чакри.

## История
Династия Чакри была основана Пра Буддха Йодфа Чулалоке, или королём Рамой I. Он родился 20 марта 1737 года, получил имя Дуанг, провозгласил себя королём в храме Ват По 6 апреля 1782 года и управлял страной в течение 28 лет. В ходе своего правления он настолько усилил королевство, что тайцы перестали опасаться очередных вторжений своих врагов.
Король Рама I был известен как талантливый государственный деятель, законодатель, поэт и буддист. Поэтому период его правления обычно называют возрождением государства и тайской культуры. Этот монарх провозгласил столицей Таиланда Бангкок, который стал широко известен под именем «Города Ангелов». Король Рама I скончался 7 сентября 1809 года в возрасте 72 лет.
Сын короля Рамы I, Пра Буддха Лоетла Нафалай или Рама II вступил на престол сразу же после кончины своего отца. Время его правления считают Ренессансом тайской культуры и искусства, особенно следует отметить достижения в области литературы. Сам король обладал артистическим талантом. Следующим королём стал Пра Нангклао. Он укрепил оборону страны и построил большое количество прекрасных зданий. Во времена его правления тайское искусство достигло вершины своего развития. Подобно правлению короля Нарая в Аюттае, времена правления королей Рамы II и III считают золотым веком тайской литературы и искусства. На смену королю Раме III (или Пра Нангклао) пришёл король Монгкут (Рама IV), который являлся также и духовным пастырем страны. Он был первым монархом, открывшим торговлю с иностранцами. Король приобщил население к западной науке и осуществил модернизацию Таиланда.
Его сменил король Чулалонгкон (Рама V), самый почитаемый монарх Таиланда. В период его 42-летнего правления в Таиланде были осуществлены разнообразные реформы. Было ликвидировано рабство, введено современное административное управление, проведена судебная реформа и судопроизводство стало более эффективным, всяческое распространение получило образование, которое стало систематизированным, была пересмотрена система финансовых институтов.
Король Вачиравуд (Рама VI), пришедший на смену королю Чулалонгкону, развил и углубил реформы, задуманные его отцом. Он настолько способствовал развитию языка и литературы, что его иногда называют королём-поэтом. Одной из его заслуг можно считать ряд договоров, заключенных между Таиландом и зарубежными странами, так как это способствовало росту престижа Таиланда на мировой арене. Этот король произвёл также смену старого государственного флага с изображённым на нём слоном на новый, трёхцветный.
Король Вачиравуд (Рама VI) скончался 26 ноября 1925 года. Его преемником стал младший брат короля Прачатипок (Рама VII) — седьмой монарх в династии Чакри и последний абсолютный монарх Таиланда.
24 июня 1932 года в Таиланде произошла революция, и Его Величество принял предложение о провозглашении в стране конституционной монархии. 2 марта 1934 года король отрёкся от престола и позже умер в изгнании, передав право на трон своему племяннику, королю Ананда Махидон (Рама VIII). Последний находился на троне в течение 11 лет. После его внезапной кончины трон перешёл к его младшему брату, королю Пумипону Адуньядету (Рама IX), правившему впоследствии на протяжении 70 лет.
Нынешним главой дома является Маха Вачиралогкорн, который был провозглашён королём 1 декабря 2016 года (фактически, правит с 13 октября). 4 мая 2019 года в Бангкоке состоялась грандиозная традиционная церемония коронации Вачиралогкорна под именем Рама X.

## Список королей династии Чакри
| Портрет | Имя                                                                                  | Дата рождения    | Дата смерти      | Начало правления | Окончание правления | Примечания          |
| ------- | ------------------------------------------------------------------------------------ | ---------------- | ---------------- | ---------------- | ------------------- | ------------------- |
|         | Рама I Буддха Йодфа Чулалоке (тайск. พระบาทสมเด็จพระพุทธยอดฟ้าจุฬาโลกมหาราช)             | 20 марта 1737    | 7 сентября 1809  | 6 апреля 1782    | 7 сентября 1809     | Основатель династии |
|         | Рама II Буддха Лоетла Нафалай (тайск. พระบาทสมเด็จพระพุทธเลิศหล้านภาลัย)                  | 24 февраля 1767  | 21 июля 1824     | 7 сентября 1809  | 21 июля 1824        | Сын Рамы I          |
|         | Рама III Нангклао (тайск. พระบาทสมเด็จพระนั่งเกล้าเจ้าอยู่หัว)                               | 31 марта 1787    | 2 апреля 1851    | 21 июля 1824     | 2 апреля 1851       | Сын Рамы II         |
|         | Рама IV Монгкут (тайск. พระบาทสมเด็จพระจอมเกล้าเจ้าอยู่หัว)                                | 18 октября 1804  | 1 октября 1868   | 2 апреля 1851    | 1 октября 1868      | Сын Рамы II         |
|         | Рама V Чулалонгкорн (тайск. พระบาทสมเด็จพระจุลจอมเกล้าเจ้าอยู่หัว)                          | 20 сентября 1853 | 23 октября 1910  | 1 октября 1868   | 23 октября 1910     | Сын Рамы IV         |
|         | Рама VI Вачиравуд (тайск. พระบาทสมเด็จพระมงกุฎเกล้าเจ้าอยู่หัว)                             | 1 января 1881    | 25 ноября 1925   | 23 октября 1910  | 25 ноября 1925      | Сын Рамы V          |
|         | Рама VII Прачадипок (тайск. พระปกเกล้าเจ้าอยู่หัว)                                        | 8 ноября 1893    | 30 мая 1941      | 25 ноября 1925   | 2 марта 1935        | Сын Рамы V          |
|         | Рама VIII Ананда Махидол (тайск. พระบาทสมเด็จพระปรเมนทรมหาอานันทมหิดล พระอัฐมรามาธิบดินทร) | 20 сентября 1925 | 9 июня 1946      | 2 марта 1935     | 9 июня 1946         | Племянник Рамы VII  |
|         | Рама IX Пхумипон Адульядет (тайск. พระบาทสมเด็จพระมหาภูมิพลอดุลยเดชมหาราช บรมนาถบพิตร)    | 5 декабря 1927   | 13 октября 2016  | 9 июня 1946      | 13 октября 2016     | Племянник Рамы VII  |
|         | Рама X Маха Вачиралонгкорн (тайск. พระบาทสมเด็จพระวชิรเกล้าเจ้าอยู่หัว)                     | 28 июля 1952     | Ныне здравствует | 13 октября 2016  | Настоящее время     | Сын Рамы IX         |

## Список известных принцев
- Чакрабон Пуванат, принц Питсанулок
- Чула Чакрабон
- Принц Бира